# اکترور (آمت)
اکترور (آمت) (به آلمانی: Achterwehr (Amt)) در آلمان است.

## خصوصیات
اکترور ۱۲۵٫۶۲ کیلومترمربع مساحت دارد.